# Xã Millward, Quận Aitkin, Minnesota
Xã Millward (tiếng Anh: Millward Township) là một xã thuộc quận Aitkin, tiểu bang Minnesota, Hoa Kỳ. Năm 2010, dân số của xã này là 72 người.